# Stazione di Ponzano Magra
La stazione di Ponzano Magra, conosciuta anche semplicemente come Ponzano, è una fermata ferroviaria senza traffico posta sulla linea Santo Stefano di Magra-Sarzana, parte della ferrovia Pontremolese. Serviva il centro abitato di Ponzano Magra, frazione del comune di Santo Stefano di Magra.

## Storia
L'impianto venne attivato come fermata il 1º ottobre 1899, due anni dopo l'apertura del tracciato ferroviario lungo 7,085 chilometri tra Santo Stefano di Magra e Sarzana, a sua volta inaugurato il 9 agosto 1897, della linea Pontremolese. Venne quindi trasformata in stazione e, durante gli anni novanta, nuovamente declassata a fermata.
Il 27 luglio 1999, con lo spostamento a nord (verso Arcola) del raccordo settentrionale con la linea Tirrenica, il traffico viaggiatori sulla linea venne sospeso. Il giorno 31 luglio 2003, cessata la circolazione del residuo traffico merci ancora esistente, la fermata (così come l'intera tratta) perse definitivamente il traffico.

## Strutture e impianti

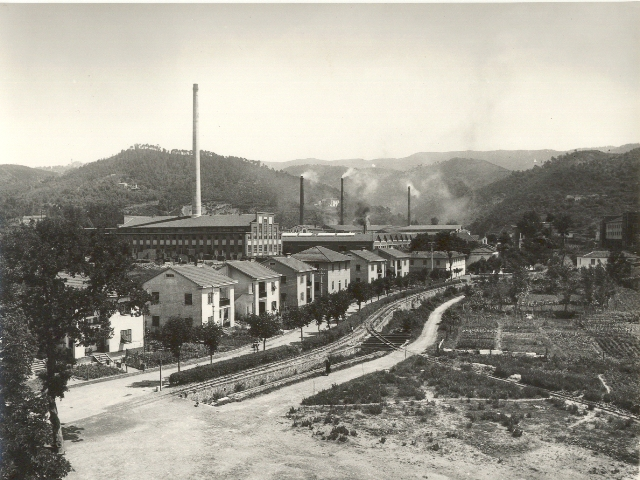
Veduta degli impianti della Ceramica Vaccari in una foto d'epoca. Si può chiaramente distinguere la ferrovia a scartamento ridotto

L'impianto possiede un fabbricato viaggiatori, perfettamente conservato e adibito ad abitazione privata, un fabbricato per i servizi igienici e un piccolo parcheggio di scambio.
La fermata dispone di un binario servito da una banchina. In passato ne possedeva un secondo, servito da un piano di carico, raccordato con il primo in entrambi i sensi di marcia. A seguito della chiusura il segnalamento e linea aerea vennero rimossi mentre venne lasciato intatto l'armamento.
La fermata, in passato, fungeva anche da capolinea per la ferrovia industriale a scartamento ridotto di 800 mm che partiva dall'impianto e terminava nello stabilimento della ex Ceramica Vaccari (circa 700 m dalla stazione, dove erano ubicate le fornaci). Alla fine degli anni sessanta il servizio fu soppresso e convertito in autotrasporto. I binari della tratta sono stati smantellati ma parte di questi sono ancora visibili nei pressi del cancello che permetteva l'accesso agli ex stabilimenti.
Sulla sua seconda banchina è presente una struttura dismessa, costruita a scopo industriale. Essa era adibita all'accantonamento delle ceramiche provenienti dagli stabilimenti Vaccari e, fino al 1992, erano presenti anche altri due tronchini dotati di elettrificazione che terminavano sotto di essa.